# Bubú ventregroc
El bubú ventregroc (Laniarius atroflavus) és un ocell de la família dels malaconòtids (Malaconotidae).

## Hàbitat i distribució
Habita els boscos de les muntanyes del sud-est de Nigèria i Camerun.